# Joseph von Mering
Josef, Baron von Mering (Colônia, 28 de fevereiro de 1849 – Halle an der Saale, 5 de janeiro de 1908) foi um médico alemão.
Trabalhando na Universidade de Estrasburgo, Mering foi o primeiro a descobrir (em conjunção com Oskar Minkowski) que uma das funções do pâncreas é a produção de insulina, um hormônio que controla os níveis de açúcar no sangue.
Mering interessou-se sobre o pâncreas, um órgão em forma de vírgula, localizado entre o estômago e o intestino delgado. A fim de descobrir sua função removeu o órgão de um cachorro. Observou então que o cachorro urinava frequentemente no chão, embora fosse treinado em casa para fazer suas necessidades fisiológicas em local pré-determinado. Mering concluiu que isto foi um sintoma da diabete e investigou a urina, que continha alto teor de açúcar, confirmando suas suspeitas.
Josef von Mering contribuiu para a descoberta dos barbitúricos, uma classe de drogas sedativas usadas para insônia, epilepsia, ansiedade e anestesia. Em 1903 publicou observações que o barbital (então conhecido como ácido dietil-barbitúrico) possuiu propriedades sedativas sobre humanos. Em 1904 participou do lançamento do barbital com a denominação veronal.
Von Mering colaborou com o químico Hermann Emil Fischer, que também esteve envolvido na descoberta do barbital.